# لامه (دهانه)
لامه یک دهانه برخوردی در ماه‌ است.